# 9.ª División Aérea (Japón)
El 9.º Hikō Shidan (第9飛行師団) era una fuerza aérea con base en tierra del Ejército Imperial Japonés. La división se formó el 10 de diciembre de 1943 en las Indias Orientales Neerlandesas como parte del 3.º Ejército Aéreo.

## Objetivos
En enero de 1944, la 9.ª División Aérea debía fortalecer las defensas aéreas de Sumatra. En ese momento, el Cuartel General de Defensa Aérea de Palembang había sido redesignado como Unidad de Defensa de Palembang y fue asignado a la 9.ª División Aérea tras la formación de esa unidad. Ésta se amplió para incluir tanto aviones de combate como unidades de cañones antiaéreos. Los 21.º y 22.º Regimientos de Cazas del Servicio Aéreo del Ejército Imperial Japonés fueron responsables de interceptar los aviones aliados. Los 101.º, 102.º y 103.º Regimientos Antiaéreos y el 101.º Batallón de Artillería permanecieron, y habían sido complementados por el 101.º Regimiento de Globos Antiaéreos que operaba globos de barrera.

## Comandantes
- Teniente general Ryuichi Shimada (11 de diciembre de 1943 – 2 de octubre de 1944)[1]
- Teniente general Hidenobu Hashimoto (2 de octubre de 1944 – 16 de julio de 1945)[1]
- Teniente general Choji Shirokane (16 de julio de 1945 – 30 de septiembre de 1945)[1]